# Operation Majestic
Operation Majestic var under Stillehavskrigen i 2. verdenskrig, en alternativ plan for en planlagt Allieret invasion af den sydligeste japanske hjemmeø Kyūshū. Operationen blev afvist til fordel for Operation Olympic (en del af Operation Downfall), men elementer af Majestic blev indarbejdet i vildledningsplaner, såsom Pastel.